# Protazteca quadrata
Protazteca quadrata är en myrart som beskrevs av Carpenter 1930. Protazteca quadrata ingår i släktet Protazteca och familjen myror. Inga underarter finns listade i Catalogue of Life.